# Hippopotamus minor
L'ippopotamo pigmeo cipriota (Hippopotamus minor o Phanourios minor) è una specie estinta di ippopotamo nano che abitò l'isola di Cipro dal Pleistocene fino all'inizio dell'Olocene. È una delle specie di ippopotamo più piccole conosciute, di dimensioni paragonabili all'attuale ippopotamo pigmeo, sebbene fosse più strettamente imparentata con l'ippopotamo comune. Le sue dimensioni ridotte erano il risultato del nanismo insulare. Costituiva una delle uniche due grandi specie di mammiferi terrestri presenti a Cipro, insieme all'elefante nano cipriota. La specie si estinse circa 12.000 anni fa, in seguito all'arrivo degli esseri umani sull'isola; possibili evidenze di caccia umana sono state trovate nel riparo sotto roccia di Aetokremnos, sulla costa meridionale dell'isola.

## Storia della scoperta e tassonomia
I resti fossili di mammiferi sono noti a Cipro almeno dal XV secolo, quando lo storico cipriota Leontios Machairas riferì che le ossa esposte nelle montagne di Kyrenia/Pentadaktylos, nella parte settentrionale dell'isola, erano ritenute dalla popolazione locale appartenere a cristiani maroniti rifugiatisi sull'isola, considerati santi. Un'altra testimonianza di uno storico successivo, Benedetto Bordone, pubblicata nel 1528, riferisce di un deposito simile e racconta che gli abitanti del luogo macinavano le ossa per ottenere una polvere ritenuta capace di curare molte malattie. Nel 1698, il viaggiatore olandese Cornelis de Bruijn, commentando un altro deposito osseo nelle montagne di Kyrenia, fece diversi disegni dei reperti, che attribuì al Diluvio Universale; uno di questi resti, identificato da lui come umano, è ora riconosciuto retroattivamente come appartenente all'ippopotamo pigmeo di Cipro.
La prima descrizione scientifica della specie fu fornita dal paleontologo francese Anselme Gaëtan Desmarest nel 1822, che le assegnò il nome attuale Hippopotamus minor. La specie Hippopotamus minutus, denominata poco dopo da Georges Cuvier nel 1824, è oggi considerata un sinonimo junior. Entrambi gli autori ignoravano l'origine dei campioni, conservati in un museo francese a Parigi, e ipotizzarono che provenissero dal sud della Francia. Ulteriori resti furono raccolti a Cipro nel 1901 dalla paleontologa britannica Dorothea Bate, il che portò Charles Immanuel Forsyth Major a riconoscere che anche i reperti della collezione parigina provenivano da Cipro. Oggi la specie è nota in oltre 20 località dell'isola. Nel 1972, la specie fu collocata nel nuovo genere Phanourios da Paul Yves Sondaar e Gijsbert Jan Boekschoten, in onore di San Fanurio (Phanourios), che i ciprioti locali associavano alle sue ossa. Tuttavia, questa classificazione è stata messa in discussione, poiché si ritiene ampiamente che la specie derivi da una specie del genere Hippopotamus, e molti autori continuano a usare la combinazione Hippopotamus minor.

## Evoluzione
Un genoma mitocondriale parziale ottenuto da H. minor suggerisce che il suo parente più prossimo vivente sia l'ippopotamo comune (Hippopotamus amphibius), con una divergenza genetica stimata tra 1,36 e 1,58 milioni di anni fa. L'antenato dell'ippopotamo pigmeo cipriota è incerto, ma potrebbe essere H. amphibius o la specie estinta Hippopotamus antiquus. Il momento della colonizzazione dell'isola è anch'esso incerto, ma i fossili più antichi risalgono a circa 219.000-185.000 anni fa, nel tardo Pleistocene medio. Poiché Cipro non è mai stata collegata alla terraferma, i suoi antenati devono aver attraversato il Mediterraneo via mare, forse in seguito a un raro evento catastrofico di inondazione. La riduzione della taglia corporea è dovuta al nanismo insulare, un fenomeno comune nelle isole.

## Descrizione ed ecologia

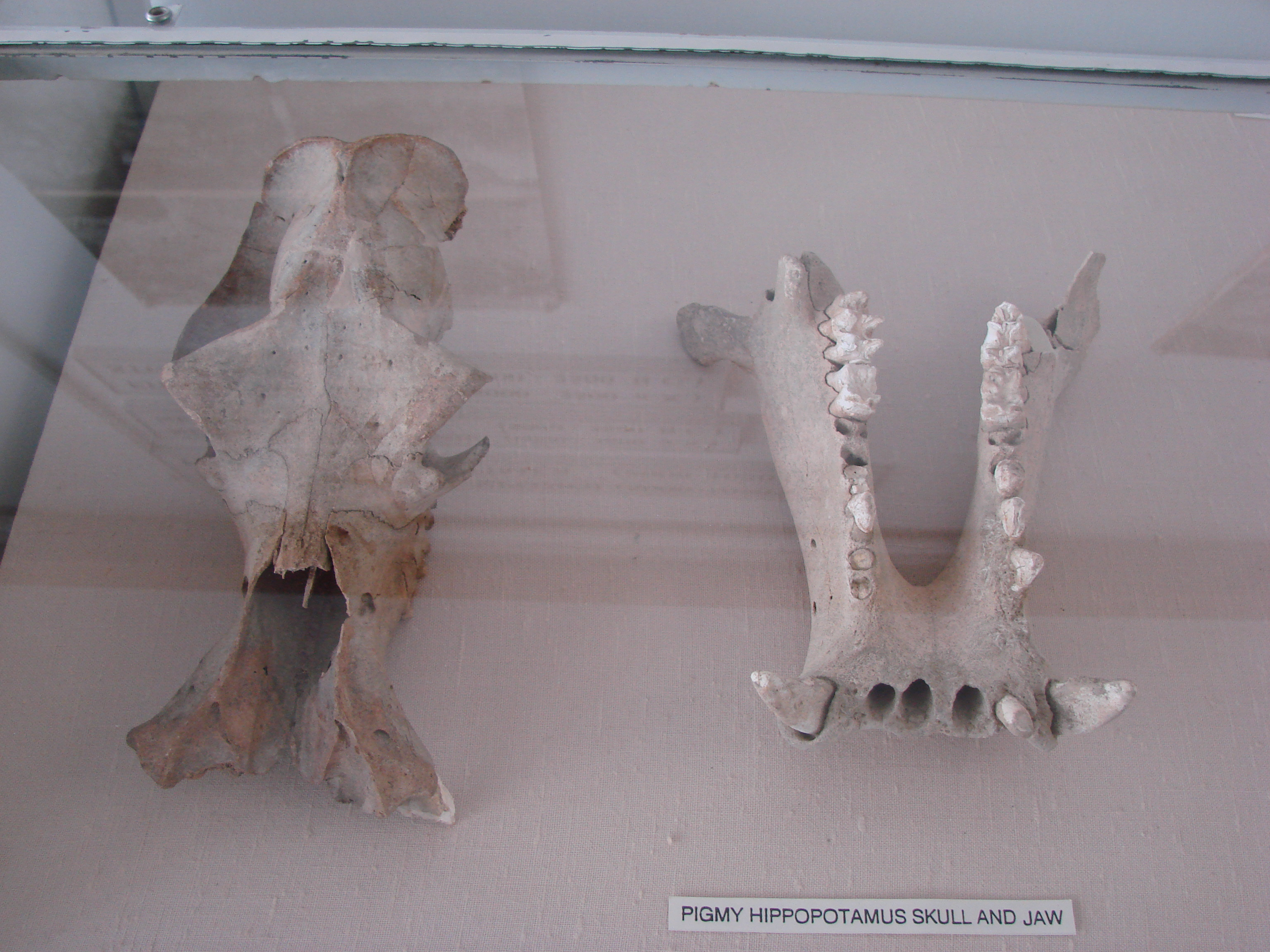
Cranio e mandibola di un ippopotamo pigmeo cipriota.

L'ippopotamo pigmeo cipriota è la specie di ippopotamo più piccola conosciuta, insieme all'ippopotamo pigmeo africano (Choeropsis liberiensis). Si stima che avesse una massa corporea di circa 130 kg, un'altezza di 70 cm e una lunghezza di 125 cm, una riduzione di oltre il 90% rispetto al suo antenato continentale. La cavità cranica, che ospita il cervello, era proporzionalmente molto più grande rispetto alla taglia del cranio che in H. amphibius. Rispetto a quest'ultimo, il muso era molto più corto, simile a quello dell'ippopotamo pigmeo africano. A differenza di altre specie del genere Hippopotamus, mancava del quarto premolare superiore, probabilmente a causa dell'accorciamento del cranio. I denti di H. minor erano più brachiodonti (a corona bassa) rispetto a quelli dell'ippopotamo comune, il che suggerisce che l'animale fosse un brucatore, in contrasto con la dieta prevalentemente pascolatrice dell'ippopotamo moderno, sebbene la sua dieta potesse variare in base ai cicli climatici glaciali. L'analisi delle ossa degli arti e delle mani suggerisce che fosse più terrestre rispetto ai suoi parenti attuali, dotato di un'andatura unica che gli permetteva di muoversi in modo efficiente su terreni montuosi e rocciosi. Questi adattamenti includevano l'accorciamento della parte distale degli arti, maggiore robustezza delle ossa e rigidità e stabilità accresciute in alcune articolazioni. Probabilmente si muoveva lentamente, più degli ippopotami odierni, ed era probabilmente incapace di correre rapidamente.
Durante il tardo Pleistocene, l'ippopotamo pigmeo cipriota e l'elefante nano di Cipro erano gli unici grandi mammiferi terrestri nativi dell'isola e due delle sole quattro specie di mammiferi terrestri presenti, assieme al topo cipriota tuttora esistente e alla genetta estinta Genetta plesictoides. H. minor non aveva predatori naturali, e i suoi resti sono molto più abbondanti di quelli dell'elefante nano.

## Estinzione
I resti più recenti della specie risalgono alla fine del Pleistocene, circa 13.000-12.000 anni fa, lo stesso periodo dei resti più recenti dell'elefante nano. Queste date coincidono grossomodo con le prime prove di presenza umana a Cipro. Oltre 200.000 ossa di H. minor, rappresentanti più di 500 individui, sono associate a manufatti umani nel riparo sotto roccia di Aetokremnos, risalente a circa 13.000-12.000 anni fa. Alcuni studiosi interpretano ciò come prova che gli ippopotami pigmei ciprioti furono cacciati e condotti all'estinzione dai primi abitanti dell'isola. Tuttavia, queste ipotesi sono state contestate, in parte per la scarsità di segni di macellazione sulle ossa. Un'altra ipotesi suggerisce che le ossa si siano accumulate naturalmente nel corso di secoli, prima dell'occupazione umana del sito.
Uno studio del 2024 ha stimato che, al momento dell'arrivo degli esseri umani, la popolazione dell'ippopotamo pigmeo cipriota fosse di circa 14.300 individui. Lo studio ha suggerito che l'uccisione di oltre 650 ippopotami all'anno avrebbe potuto mettere la specie a rischio di estinzione, e che la soglia di 1.000 individui abbattuti annualmente avrebbe quasi certamente portato all'estinzione, un numero realistico considerando che a quel tempo a Cipro vivevano solo poche migliaia di persone. Questo avrebbe portato a un'estinzione relativamente rapida, con una data finale stimata (tenendo conto dell'effetto Signor-Lipps) tra 12.000 e 11.000 anni fa.